# عدن (جنس)
 دمج مع عدنة (شجرة)
عَدَن أو صِفَّير (الاسم العلمي: Adenium)، جنس نباتات مُزهرة من فصيلة الدفلية، التي تم وصفها لأول مرة على أنها جنس في عام 1819. موطنها أفريقيا وشبه الجزيرة العربية.